# سوبیخلبی (ناحیه پرروف)
سوبیخلبی (به چکی: Soběchleby) یک منطقهٔ مسکونی در جمهوری چک است که در ناحیه پرروف واقع شده‌است. سوبیخلبی ۶٫۶۴ کیلومتر مربع مساحت و ۶۰۳ نفر جمعیت دارد و ۲۸۴ متر بالاتر از سطح دریا واقع شده‌است.